# Morpekanska
Morpekanska, eller morupekanska, är den dialekt som talas i Morups socken i Halland, inklusive fiskeläget Glommen. Även Träslövsläge, knappt 10 km norr om Morup, ingår i dialektbältet mellan Varberg och Falkenberg. Där kallas dialekten "läejesboa" och låter något annorlunda.
Morpekanska är tillsammans med listerländska en av få genuina/ålderdomliga dialekter[källa behövs] som idag fungerar som bas i levande dialektsamhällen i de före 1658 danska landskapen Blekinge, Halland och Skåne. De östnordiska dialekter som talades där under dansk tid benämns ofta som "östdanska mål". Morpekanskan och läejesboa avviker tydligt från svenskan i fonetik, ändelser, ordförråd och grammatik. Det är svårt att förstå för dem som inte lärt sig språket/dialekten. Många äldre fiskare talar morpekanska, men även andra i samhället. I huvudsak alla från trakten känner eller har känt någon som talar dialekten - om inte annat, någon gammal släkting.
Maj-Britt Bennheden har gett ut en skönlitterär bok: "Pau morpekanska - Historier och humor från Morup" (1997). Boken "Morup - från forna tider till våra dagar" av samma författare innehåller en ordlista . Målet från området som helhet finns beskrivet i ordboken "Skreamålets ordförråd omkring 1900" av John Jacobsson (Uppsala 1966). Skrea socken är egentligen en socken några kilometer sydöst om Morups socken och Falkenberg.

## Källhänvisningar
1. ↑  Carlström, Matilda (26 augusti 2025). ”Gränsland som delar dialekten” (på svenska). Hallandsposten. https://www.hallandsposten.se/nyheter/halland/gr%C3%A4nsland-som-delar-dialekten-1.3729068. Läst 29 juli 2025.
2. ↑  Bennheden, Maj-Britt. Pau morpekanska - Historier och humor från Morup. Varberg: Utsikten. ISBN 9188806146
3. ↑  Bennheden, Maj-Britt. Morup - från forna tider till våra dagar. Falkenberg: Hallands Nyheter AB. sid. 224